# Никогосян, Андраник Оганесович
Андраник Оганнесович Никогосян (арм. Անդրանիկ Օգանեսովիչ Նիկողոսյան; род. 12 декабря 1974 года, Армянская ССР) — армянский общественный деятель. Руководитель общественный организации «Всеармянский международный молодёжный центр».

## Биография
С 2008 года является председателем Всеармянского международного молодёжного центра.
В 2011 году избран председателем Союза молодёжи стран СНГ.
В 2015 году стал фигурантом скандала. Согласно заявлению о возбуждении уголовного дела, поданному потерпевшей в Гагаринский отдел ОВД города Москвы, 31 мая Никогосян пригласил знакомую в личную квартиру в столице, где избил и попытался изнасиловать в извращённой форме.
В 2017 году вошёл в рабочую группу Международного организационного комитета Первого Съезда Ассамблеи народов Евразии.

### Детские и юношеские годы
Родился 12 декабря 1974 года. Окончил музыкальную школу по классу скрипки. Является кандидатом в мастера спорта (бокс).

### Образование
Окончил юридический факультет Ереванского Государственного Университета с красным дипломом в 1996 году по специальности юрист.

### Трудовая деятельность
Андраник Никогосян начал работать в общественной сфере в 2008 году. Именно тогда он учредил некоммерческую организацию «Всеармянский международный молодёжный центр», в которой объединились тысячи представителей молодёжи Армении. Организация занималась военно-патриотическим воспитанием юношей и девушек, проводились ежегодные лагеря, включающие военную подготовку. Члены организации занимались волонтерской работой — восстанавливали заброшенные храмы, поздравляли ветеранов, устраивали новогодние мероприятия во всех регионах Армении. Также проводились регулярные мероприятия, семинары, встречи
.
В 2009 году по инициативе посла Российской Федерации в Республике Армения В. Е. Коваленко создается российско-армянская благотворительная организация «Дело чести», сопредседателем которой становится Никогосян.
Первым проектом организации стало возрождение в городе Гюмри «Холма Чести» — военного кладбища, где захоронены офицеры русской армии, погибшие в ходе русско-турецких войн XIX века. Воссозданный мемориальный комплекс был открыт президентом России Дмитрием Медведевым и президентом Армении Сержем Саргсяном 20 августа 2010 года в ходе визита главы российского государства в Армению.
В 2011 году в Армении начались работы по благоустройству памятного комплекса русским воинам, павшим в Ошаканской битве 1827 года, в ходе которой Восточная Армения была освобождена от персидского ига и присоединена к России. Восстановление и благоустройство этого мемориала стало вторым крупномасштабным проектом организации «Дело чести» по сохранению исторической памяти двух народов. В апреле 2011 года прошла торжественная церемония открытия мемориала, на которой присутствовали руководители администрации президентов России и Армении Сергей Нарышкин и Карен Карапетян, министры и губернаторы России и Армении, жители Эчмиадзина, Ошакана и окрестных сел. Сергей Нарышкин от имени народа России поблагодарил народ Армении за бережное отношение к общей истории.
В течение года Андраник Никогосян учреждает организацию «Вперед Россия и Армения». 7 октября 2011 года открывается первый книжный магазин «Дом русской книги» в центре Еревана. С самого начала работы он привлекает большое количество жителей города, и в этой связи становится культурным центром, наполненным такими мероприятиями, как вечера русского романса, презентация книг, проведение интеллектуальных игр.
В связи с популярностью культурного центра Андраник Никогосян принимает решение открыть Дома русской книги и в других крупных городах. 7 января в областном центре Араратского марза (области) Армении — городе Арташате (по адресу ул. 23 августа, дом 79) — торжественно открыт второй в Армении культурно-просветительский центр « Дом русской книги» 2 октября 2012 г. открылся Дом русской книги в г. Гюмри..
В 2012 году Андраник Никогосян переезжает в Москву, где избирается председателем правления «Союза молодёжи стран СНГ».

### Семья
Женат на Акопджанян Асмик Робертовне, имеет двух сыновей — Нарека и Оганнеса.

## Награды
- Орден Дружбы (15 октября 2010 года, Россия) — за большой вклад в развитие культурных связей с Российской Федерацией, сохранение и популяризацию русского языка и русской культуры за рубежом[1][16][17].
- Медаль Жукова.
- Орден святого благоверного князя Даниила Московского III степени (РПЦ)[18].
- Почётный диплом Правительства Российской Федерации.